# Kyle, a rejtélyes idegen
A Kyle, a rejtélyes idegen (eredeti címén Kyle XY) egy amerikai misztikus sci-fi televíziós sorozat. A történet középpontjában egy Kyle nevű fiú áll, aki egy Seattle környéki erdőben ébred fel, emlékek nélkül. A sorozat nyomon követi, ahogyan Kyle megpróbálja megfejteni, hogy ki is ő valójában, és miért nincs egyetlen gyerekkori emléke sem.
A sorozat első epizódját az Amerikai Egyesült Államokban az ABC Family televíziós csatorna mutatta be, 2006. június 26-án. 2006 nyarán bejelentették, hogy a 10 részes első évad folytatásaként elkészül a 23 epizódból álló második évad. Ennek első epizódját 2007. június 11-én mutatták be. A 10 részes harmadik évad 2009. január 12-én debütált az USA-ban. Az ABC Family 2009. január 30-án jelentette be, hogy a sorozat a harmadik évaddal zárul, további szériákat nem terveznek, így a sorozat utolsó részét 2009. március 16-án sugározzák.
A sorozatot Magyarországon a TV2 kereskedelmi csatorna tűzte műsorára, az első epizódot 2007. november 18-án, vasárnap sugározták. A csatorna az első, illetve a második évad első 13 részét sugározta. A széria ismétlését 2009. január 11-én tűzték műsorra, majd a hátramaradt részeket az AXN kezdte leadni 2020. szeptember 16-tól.

## Szereplők
| Szerep                  | Színész              | Magyar hang     |
| ----------------------- | -------------------- | --------------- |
| Kyle                    | Matt Dallas          | Pálmai Szabolcs |
| Nicole Trager           | Marguerite MacIntyre | Németh Kriszta  |
| Stephen Trager          | Bruce Thomas         | Haagen Imre     |
| Lori Trager             | April Matson         | Böhm Anita      |
| Josh Trager             | Jean-Luc Bilodeau    | Baradlay Viktor |
| Declan McDonough        | Chris Olivero        | Szalay Csongor  |
| Hillary                 | Chelan Simmons       | Kálmánfi Anita  |
| Amanda Bloom            | Kirsten Prout        | Dögei Éva       |
| Jesse XX                | Jaimie Alexander     |                 |
| Tom Foss                | Nicholas Lea         |                 |
| Adam Baylin             | J. Eddie Peck        | Láng Balázs     |
| Emily Hollander         | Leah Cairns          | Törtei Tünde    |
| Julian Ballantine       | Conrad Coates        | Papp Dániel     |
| Charlie Tanner          | Cory Monteith        | Előd Botond     |
| Andy Jensen             | Magda Apanowicz      |                 |
| Brian Taylor            | Martin Cummins       |                 |
| William Kern professzor | Bill Down            |                 |

## Epizódok

### 1. évad
| 1. | Pilot                | 2006. június 26.    | Bevezető             | 2007. november 18. |
| A születése formabontó volt. A legelső emléke az volt, hogy egy erdőben ébredt fel, akár egy csecsemő, úgy, hogy azt sem tudta ki és mit is keres ott. Nem tudta, hogy a szemei mit látnak valójában, minden látvány, hang és tapintás ismeretlen volt számára. Minden faj ösztönnel születik, ami segít neki boldogulni a természetben. Minden faj, kivéve az, amelybe ő született. Kyle-ra egy forgalmas kereszteződésben találnak rá – zavart állapotban, majd a fiatalkorúak börtönébe szállítják. Nicole Trager pszichológusnő később úgy dönt, hogy magához veszi a különös fiút |                      |                     |                      |                    |
| 2. | Sleepless In Seattle | 2006. június 26.    | Álmatlanság          | 2007. november 25. |
| Egy a világról semmit, vagy csak nagyon keveset értő fiatal számára sok dolog furcsának számít. Ehhez azonban el kell néhány megfigyelést sajátítania. Kyle megismeri az időt, ám nem érti, hogy az emberek miért igazodnak annyira hozzá. Éjjelente a fiú nem alszik, hogy minél többet tudjon meg az emberekről és viselkedésükről. Pont egy ilyen alkalommal megismer egy barátot, Amandát, a zongoristalányt, és egy ellenséget is. A Kyle származását szorgalmazó kutatás akadályba ütközik, Josh-nak ugyanis saját teóriája van Kyle származásáról. Vajon tényleg egy földönkívüli? És milyen további titkokat rejt az erdő? Minden kérdésre meg lesz a felelet. |                      |                     |                      |                    |
| 3. | The Lies That Bind   | 2006. július 10.    | Hazugságok           | 2007. december 2.  |
| Nicole-nak dolga akad, ezért a család többi tagjára bízza Kyle felügyeletét. Ám fordul a kocka, és mindenki feladatát kénytelen Kyle elvégezni, akik persze eközben arra kérik a fiút, hogy egy szót se szóljon minderről Nicole-nak. |                      |                     |                      |                    |
| 4. | Diving In            | 2006. július 17.    | Mélyvíz              | 2007. december 9.  |
| Nemcsak a szép zöldellő tavasz hozza meg a szerelmet. Ez már bizonyított tény. A nyár is nagy hatással van az emberi kapcsolatteremtési vágyra. Azonban vannak akik tudtukon kívül esnek ennek áldozatául. Kyle érzelmei fellángolnak a szomszéd lány, Amanda iránt, amit persze a maga sajátos módján azért megpróbál irányítani. Csak sajnos nem mindig sikerül neki. Ez okoz egy kis bonyodalmat. Eközben Lori és Josh kapcsolata is válságba kerül, amit a fiatalok nagyon nehezen tudnak kezelni. |                      |                     |                      |                    |
| 5. | This Is Not A Test   | 2006. július 17.    | Ez már nem gyakorlat | 2007. december 16. |
| Felelősség, tett, és vakmerőség. Egy idegen környezetbe kerülni és ahhoz alkalmazkodni, mindenki számára megerőltető lenne. De Kyle más. Várja az új kihívásokat, azonban az elé gördülő feladatokkal is szeretne megbirkózni. Ennek is eljön az ideje, amikor suliévet kell kezdenie. Kyle első napja az iskolában ugyanolyan furcsán telik – legalábbis a fiú számára –, mint a felbukkanása óta szinte folyamatosan minden elmúlt perce. A történelemtesztet a csengő megszólalásakor félbehagyja, viszont megold egy hihetetlen matematikai egyenletet. Ezután összebarátkozik egy sráccal, akit eddig mindenki kiközösített. |                      |                     |                      |                    |
| 6. | Blame It On The Rain | 2006. július 31.    | Eső                  | 2007. december 16. |
| Sokak számára az eső csak unalmat, egyoldalúságot hoz. Nagyon kevesen vannak úgy vele, hogy valami jelentős történik akkor, mikor hull az isteni áldás. Főhősünk éppen ebbe a különc kategóriába csöppen bele. Kyle álmában különös régi emlék tör fel, amely hatással lehet előző, most nem tudott életéből. Kit látott, miért, és mi köze van hozzá? Sorra felbukkanó magyarázatot igénylő kérdésekkel kell szembenéznie. Lori szülinapját ünnepli, amelyre hivatalos Declan és Amanda is (ők mindegyike más okból érkezik, de marad Trageréknél. Tom egyre többször bukkan fel a rész alatt, s megmutatja valódi arcát is. |                      |                     |                      |                    |
| 7. | Kyle Got Game        | 2006. augusztus 7.  | Kyle, a kosársztár   | 2008. január 6.    |
| Kylenak folyamatosan az álma jár az eszében, ki lehet a titokzatos professzor. Ezért Nicole kosarazni küldi, amelyben sikeresen szerepel. Még a suli csapatába is meghívják. Kiderül, hogy Tom megölte a professzort. |                      |                     |                      |                    |
| 8. | Memory Serves        | 2006. augusztus 14. | Múltbéli fotó        | 2008. január 20.   |
| Nicolék hipnotizálással készülnek a többi emlék felhozatalára. Declan ajánlatot kap abban a városban, ahol a professzor is dolgozott. Kyle is vele tart. Furcsa dolgok derülnek ki Kyle-ról, vagy másik nevén Adam-ről. Kern professzor dokumentumai alapján lehetséges, hogy van egy ikerpárja valahol? |                      |                     |                      |                    |
| 9. | Overheard            | 2006. augusztus 21. | Hallgatózás          | 2008. január 20.   |
| Vurstli, igen a vurstli. Mindenki várja már a lehetőséget, hogy egy jót szórakozhasson, esetleg barátnőt vagy barátot szerezhessen. A kavargó tömegben pedig még a gyilkosság is elsimítható. Feltűnnek emberek a színen, akik eddig halottnak hitték Kyle-t. Mindenképpen likvidálni szeretnék a 781227-es srácot. Bár több esélyük is lenne, elszúrják. Míg neki egy új képessége kerül felszínre: kiválóan tud majd hallgatózni, ezzel együtt pedig az ártalmas mellékhatásokat is tapasztalja. Kyle és Declan együtt keresik a magyarázatokat, sőt még Foss-t is figyelik, betörnek a lakásába. Itt fény derül arra, hogy Foss valójában megfigyeli a Trager családot. Nicole eközben gyanakodni kezd. Kérdőre is vonja Kyle-t, de az nem válaszol. Egyszer csak feltűnnek Kyle szülei… |                      |                     |                      |                    |
| 10. | Endgame              | 2006. augusztus 28. | Búcsú                | 2008. február 3.   |
| A DNS-vizsgálatok Petersonékat igazolják, Kyle az ő fiuk. Bár mindenki, még Kyle sem gondolja ezt komolyan. Nem bízik meg bennük. Azonban csalódik Nicole-kban, emiatt elmegy otthonról. Hosszú útja során összefut a templomban Adam-mel, de nem tudja ki is ő valójában. Foss elrabolja, és ráveszi, csatlakozzék Petersonékhoz. Ezzel mentheti csak meg Trageréket. Végül rászánja magát és elhagyja a megszokott környezetet. Nagy szomorúságot hagyva maga után. Charlie szinte a két szék közé esik, amelyből akár még tanulhat is. Hilary kibukik, Amanda nem tud semmit. Petersonék elviszik Kyle-t Adam Baylin-hez. |                      |                     |                      |                    |

### 2. évad
| 1. | The Prophet                                 | 2007. június 11.    | A megoldás                 | 2008. február 10.    |  |  |
| Adam felszínre akarja hozni Kyle egykori emlékeit, s a foszlányokból rájöhetünk, ki is valójában a fiú. Nicole még mindig nagyon maga alatt van a srác eltűnése miatt, sokszor képzetek gyötrik. Lori és John felejteni próbál, ami Declan-nél nehezen megy. Kyle-nak tudatalatti képessége is felszínre kerül, azonban ennek meglesz a kára. Megtudja, hamar meghalhat, ha nem kontrollálja ezeket. Egy véletlen folytán súlyos következmények lesznek. Rájuk találnak a Zizyx-től és Adam meghal. Kyle rájön, nem ő az egyedüli ilyen ember a világon, azonban nem maradhat egyedül, elszigetelten, így visszatér Tragerékhez… |                                             |                     |                            |                      |  |  |
| 2. | The Homecoming                              | 2007. június 18.    | Hazatérés                  | 2008. február 17.    |  |  |
| Kyle visszatér Tragerékhez. Nem hisznek a szemüknek, azonban a kétség mindegyikük arcára íródik. Nicole bánkódik, persze örül is. Nem szeretne még egy ilyen huzavonát végigélni. Ezért csak nehezen egyezik meg magával. Ha még tudná, mi vár rá. Végül Noah mégis a család tagjává válik, igaz komoly hazugságokkal körülvéve. Declan válaszokat szeretne, de Foss hatására semmilyen feleletet nem kap.(Tragerék bajba kerülnek ha megtudják az igazat.) Elkezdődik XX behajtása. Talán találkozik majd XY-nal? Ballantine és Emily Hollander is rosszban sántikál. A Zyzx labor felrobbanása után még sok kérdés megválaszolatlanul marad, azonban az már bizonyos, hogy Kyle-t nehéz lesz megkaparintani. |                                             |                     |                            |                      |  |  |
| 3. | The List is Life                            | 2007. június 25.    | Címkék                     | 2008. február 24.    |  |  |
| Számok, érzések, elhatározások, kívánalmak, csalódások, titkok, remények. Ha össze kellene foglalni a részt, akkor ezeket a szavakat bizton belevonhatjuk. Örömtánc-ünnepség lesz a városban, amikor is mindenkit felmérnek, és listáznak. Több témában keresik a megfelelő egyént, akár még Hillary is nyerhetne. Ezt azonban elkerülendően szervezkedni kezd. Újra szűz akar lenni. Ebbe sikerül bevonnia Lorit is, aki még mindig bántva érzi magát Declan-nel való fura kapcsolata miatt. Foss törekedni próbál Kyle képességeinek felszínrehozatalával, de a fiú átlagos életet szeretne. Ezért ott is hagyja alkalmi oktatóját. Ballantine átprogramozza XX-et, hogy Kyle közelébe férkőzhessen. Egyik napról a másikra vad és öntudatlan állapotból jól nevelt lány lesz. Declan szakít Lorival, Nicole pedig meg probálja megtudni Kyle titkát. Kyle új képessége is felszínre kerül, éghetetlen állapotba is tud kerülni. Őrlődése során nem meri titkát megosztani, emiatt a titkot övezők szembefordulnak vele (Charlie, Declan), még Amanda is csalódik benne.                                                                                                 |                                             |                     |                            |                      |  |  |
| 4. | Balancing Act                               | 2007. július 2.     | Megtalálni az egyensúlyt   | 2008. március 2.     |  |  |
| Tragerék felelősségre vonják Kyle-t, amiért az sok időt tölt távol a családjától. Ők nem tudják, hogy Tom Foss képezi ki a közelgő veszélyre. Declan Kyle titkát próbálja kideríteni, míg Lori szakítási bánatában gitárt ragad. Amanda és Charlie szakítanak, így szabad az út Kyle-nak. Ha szabad lenne. Ám Amanda nem az a típus, aki könnyen bocsát. Ezt meg is mutatja különös érzéseiben. Egy alapos beszélgetésre lenne szüksége. De még Kyle-t sem engedi közvetlen környezetébe. Stephen cége csődbe megy, így Josh születésnapján a jogsi mellé nem kapja meg a hőn áhított autót. A helyzetet megoldani kell, a fiú kétségbeesik, hogy előre eltervezett álmát keresztülhúzzák a számítások. Születésnapja kész káosz, összezördül a családdal, Kyle-t pedig látni sem akarja. Csalódik benne. Ám a végére minden megváltozik. Emily Hollander beszervezi Jessi-t Nicole-nál, mint következő páciense. Declan-t valaki megpróbálja beszennyezni… |                                             |                     |                            |                      |  |  |
| 5. | Come to Your Senses                         | 2007. július 9.     | Új esélyek                 | 2008. március 9.     |  |  |
| Sokszor áldozatot kell hoznunk azért, hogy mások kedvében tudjunk járni.Ezt Kyle is hamar megtapasztalja, amelynek súlyos következményei lesznek. Kyle éjszaka meghallja, hogy lopás történt Amandáéknál. Eltűnik a lány apjától kapott karlánca is, így Kyle késztetést érez, hogy megtalálja.Hosszas huzavona után segítségére Lori lesz. Kilopózik a fiúval tolvajt fogni. Kyle és Amanda kapcsolata rendeződik, s Amanda anyja is másképp viszonyul majd Kyle-hoz a lopás után. Declan maga alatt vágta a fát, s titkolózásának végül kapcsolata lett az ára. Végleg szakított Lorival, még a tárgyaikat is visszacserélték. Nicole új pácienst kap, aki első Declannel való találkozásakor megkedveli a srácot. Olyannyira, hogy kialakul a szerelem első látásra. Ezt viszont valaki meglátja, és áskálódásba kezd Jessi ellen. Josh lebukik apja előtt, annak füvescigikészletét szívta el, komoly büntetésre számítva. Amíg XX, azaz Jessi Nicole-nál tölti az időt, addig Ballantine felbecsülhetetlen érték tulajdonosa lesz… |                                             |                     |                            |                      |  |  |
| 6. | Does Kyle Dream of Electric Fish            | 2007. július 16.    | Különös látomások          | 2008. március 16.    |  |  |
| Stephen új munkahelyet kap a Madacorp-nál, ahol megismerkedik Emily Hollanderrel. Persze ebben a nőnek nagy szerepe lesz. Josh első randijára készül, amiben Andy ösztönzi és segíti. Sajnos nem jön rá, hogy a lány érzelmeket táplál iránta. Elbeszélgetve Kyle-lal pedig meg kellene fogadni a tanácsokat. Lori dalt ír Declannek, amelyet Amanda minden ok nélkül meghall. Elhívja egy bemutatóra. ez remek alkalom lenne arra, hogy Declan-nel ismét összejöhessen, ám váratlanul felbukkan a gyűlölt Jessi. Declan nem hallja a Mikrofonos ünnepségen elhangzó melódiát, mert Jessi-vel idő előtt távozik. Itt eszmél rá a srác, hogy Jessi szeretne tőle valamit. Kyle-nak új képessége lesz – képes emlékeiben turkálni, sőt a jövőt is látja – legalábbis, ő ezt így gondolja. Adam eszméje miatt sokszor belemerül saját világába, amely egy bizonyos víz alatti üzenetet küld számára. Láss csodát, végre mi magyarok is szerepet kapunk a történtben, magyar kifejezésként említik, sőt Adam egyik könyve a Tengerkutatás címmel jelenik meg. Kyle ráeszmél, nem bizhat Foss-ban, aki hirtelen eltűnik.                                                        |                                             |                     |                            |                      |  |  |
| 7. | Free To Be You and Me                       | 2007. július 23.    | Lori, az aktivista         | 2008. március 23.    |  |  |
| Amanda táncpartnerének hívja Kyle-t a suli báljába. Josh ismét büntetésbe kerül, mert egykoron apja jointkészletét szegényítette meg, most meg rádiósmagnót akart eltulajdonítani. Lorit, Hilaryt és Andyt kizárják a bálról, mikor élesen hangoztatják véleményüket a drága báli jegyekkel kapcsolatban. Stephent elvakítja új munkahelyének varázsa. Lorit baleset éri. |                                             |                     |                            |                      |  |  |
| 8. | What's the Frequency, Kyle?                 | 2007. július 30.    | Apa és fia                 | 2008. március 30.    |  |  |
| Nicole Emily-t hibáztatja Jessi állapota miatt. Ezt tudtára is adja a nőnek, aki ezért Ballantine segítségét kéri. Felmerül benne a gondolat, hogy hagyja Jessit mások kezére, ám Hollandert tudta ellenére sarokba szorítják a kislányával kapcsolatban. Jessi ismét agymosásra váratot. Declan azt gyanítja, Foss bánt el Lorival, aki még mindig lábadozik. Eltűnt a Declantől kapott nyaklánca is, amit nagyon szeretett. Stephen telefonhívást kap, apját súlyos állapotban szállították a kórházba, ahová Kyle is veletart. Eközben egy újabb képességre tesz szert. Képes felfogni az idősebb Trager gondolatait, jelzéseit. Ezzel együtt kommunikál a haldokló apa, és a megsértett fia. Végül Stephen megbocsát, de már nem maradt remény a gyógyulásra. Josh aggódni kezd a Lorival és Declannel történtek miatt. Ezt egy érzékeny pillanatában meg is osztja nővérével. Jessit nagyon bántja Declan Lorival való kapcsolata. Annyi mindenre képes lenne Loriért. Kiderül az is, hogy ki bántalmazta Lorit, Tom Foss vagy a haragos Jessi, vagy pedig egy harmadik – még ismeretlen – elkövető vonható felelősségre. Végre elcsattan Kyle és Amanda első csókja… |                                             |                     |                            |                      |  |  |
| 9. | Ghost in the Machine                        | 2007. augusztus 6.  | A múlt kútja               | 2008. április 6.     |  |  |
| Lori különös kalandra vágyik, el akar menni oda, ahol Jessi megölte a vadászt. Ezt Kyle és Declan is helytelennek mondja, de a lány hajthatatlan. Jessi-t újra átprogramozták, aki ettől egyből Kyle-ra veti ki hálóját. Amanda féltékeny lesz. Bebizonyosodik Foss ártatlansága, de Jessié nem. Brianről kiderül az igazság, vajon együtt dolgozik Ballantine-nal? Josh megtudja Andy szörnyű titkát, amelyre akár még kapcsolatuk is rámehet… |                                             |                     |                            |                      |  |  |
| 10. | House of Cards                              | 2007. augusztus 13. | Ellentámadás               | 2008. április 13.    |  |  |
| |                                             |                     |                            |                      |  |  |
| 11. | Hands on a Hybrid                           | 2007. augusztus 20. | Ki bírja tovább?           | 2008. április 20.    |  |  |
| Kyle egyre közelebb kerül Jessi-hez, aki engedi, hogy a srác turkáljon emlékeiben. Lorinak nem tetszik a lány viselkedése, emiatt Declant és Hilary-t is nyomozásra kéri. Josh Andy kedvében szeretne lenni, ezért Kyle-lal és Jessi-vel egy autót akar nyerni a jótékonysági rendezvényen. Foss-t megkínozzák a Madacorp-ban, Ballantine felgyorsítja az eseményeket. Kyle megfejti Adam üzenetét, s megtudja ki volt az eredeti Jessi. Emily egyre több időt tölt Stephennel, ez Nicole-t idegesíti. Amanda és Kyle közötti kapcsolat haldoklik… |                                             |                     |                            |                      |  |  |
| 12. | Lockdown                                    | 2007. augusztus 27. | Minden szinten viszály     | 2008. április 27.    |  |  |
| Jessi szökése miatt Nicole mindenkit szobafogsággal büntet. Lori bosszút tervez, Hilary segít neki. Stephen végre megvilágosodik a Madacorp-pal szemben. Kyle-nak rendbe kell hoznia gondolatait, ebben Adam segít neki. Kyle összes titka kiderül a családtagok előtt is… |                                             |                     |                            |                      |  |  |
| 13. | Leap of Faith                               | 2007. szeptember 3. | Árulás                     | 2008. május 4.       |  |  |
| Kyle Jessi-t követi. Az epizód során sok mindent megtudnak előző életükről. Tragerék aggódnak a fiúért. Kyle kételkedni kezd Jessi szavahihetőségében. |                                             |                     |                            |                      |  |  |
| 14. | To C.I.R. with love                         | 2008. január 14.    | A C.I.R-nek szeretettel    | 2020. szeptember 13. |  |  |
| Jessi túléli a zuhanást, amely az előző részben történt. Tom Foss a helyszínen rátalál a kábult Kyle-ra. Megtudja mi történt. A fiú úgy dönt visszamegy Tragerékhez. A családi kupaktanács számára megossza információit arról honnét is származik. A Madacorp terve ténylegesen vereséget szenvedett. Kyle tervet sző a fenyegetők ellen, miközben tudomására jut, hogy Jessi nem halt meg a zuhanás következtében. Bár nehezen viseli, de végighallgatja a híreket. Végül telepatikus módon felveszik egymással a kapcsolatot, együtt blokkolják a C.I.R.-t is, amely során Kyle és Jessi egyaránt megmentik egymás emlékeit. Kiderül, nem is a Madacorp a fő cég, valami nagyobb hal úszkál még a vízben… |                                             |                     |                            |                      |  |  |
| 15. | The Future's So Bright, I Gotta Wear Shades | 2007. január 21.    | Fényes jövő                | 2020. szeptember 13. |  |  |
| Kyle és Jessi titokban felveszik a harcot a jövő fenyegetéseivel szemben. Bár erről eltérő véleményen vannak, míg Kyle ezt titokban tenné, addig Jessi hírnévről és csillogásról álmodik. Amanda édesanyja, Carol majdnem szemtanúja lesz Kyle egyik levitációs mutatványának. Problémákat szül Jessi azon tevékenysége, amelyet épp kamerák előtt mutat be. Majdnem Kyle is veszélybe kerül emiatt… |                                             |                     |                            |                      |  |  |
| 16. | Great Expectations                          | 2007. január 28.    | Szép remények              | 2020. szeptember 20. |  |  |
| Amanda váratlanul hazatér, amely Kyle-t arra készteti, átértékelje a kapcsolatukat. Amanda titkolózik ezügyben, és alibinek használja fel anyja születésnapját. Carol Bloom nem nézi jó szemmel Kyle és Amanda azon rövid ideig tartó találkozássorozatát, amíg a lány vissza nem tér a zenei akadémiára New Yorkba.Bár a valódi ok az, hogy nem szeretné iskolai tanulmányait folytatni… |                                             |                     |                            |                      |  |  |
| 17. | Grounded                                    | 2008. február 4.    | Szobafogságban             | 2020. szeptember 20. |  |  |
| Miután Kyle-t egy rossz pillanatban egy ismeretlen kamerával felveszi, Trageréknél a szociális munkások látogatást tesznek. Ez pont nem a legjobb pillanatok egyike, ugyanis Kyle mély bánatban van, Lori pedig felöntött a garatra. Egy furcsa kérdés is felmerül, miért kell Kyle-nak egy fürdőkádban aludnia? Vajon újra boldog család lehet, amely körülveszi Kyle-t? |                                             |                     |                            |                      |  |  |
| 18. | Between The Rack and a Hard Place           | 2008. február 11.   | Két tűz között             | 2020. szeptember 27. |  |  |
| Amanda állást szerez magának a The Rack-nél, azonban az első napja nem sikerül valami túl fényesre. Jessi továbbra is jelen van Kyle életében, ez Amanda számára már-már bosszantó. Josh bonyolult szituációba kerül, 120 dollárt kell fizetnie a The Rack pénztárába, annyi persze nincs neki… |                                             |                     |                            |                      |  |  |
| 19. | First Cut Is the Deepest                    | 2008. február 18.   | Az első vágás a legmélyebb | 2020. szeptember 27. |  |  |
| |                                             |                     |                            |                      |  |  |
| 20. | Primary Colors                              | 2008. február 25.   | Alapszínek                 | 2020. október 4.     |  |  |
| |                                             |                     |                            |                      |  |  |
| 21. | Grey Matters                                | 2008. március 3.    | Szürkeállomány             | 2020. október 4.     |  |  |
| |                                             |                     |                            |                      |  |  |
| 22. | Hello...                                    | 2008. március 10.   | Hello...                   | 2020. október 11.    |  |  |
| |                                             |                     |                            |                      |  |  |
| 23. | I've Had The Time of My Life                | 2008. március 17.   | Életünk legjobb estéje     | 2020. október 11.    |  |  |
| |                                             |                     |                            |                      |  |  |

### 3. évad
| #   | Epizód eredeti címe          | Eredeti bemutató  | Epizód magyar címe           | Magyarországi bemutató |
| --- | ---------------------------- | ----------------- | ---------------------------- | ---------------------- |
| 1.  | It Happened One Night        | 2009. január 12.  | Egy este történt             | 2020. november 8.      |
| 2.  | Psychic Friend               | 2009. január 19.  | Josh barát                   | 2020. november 8.      |
| 3.  | Electric Kiss                | 2009. január 26.  | Elektromos csók              | 2020. november 15.     |
| 4.  | In the Company of Men        | 2009. február 2.  | Férfiak társaságában         | 2020. november 15.     |
| 5.  | Life Support                 | 2009. február 9.  | Életek                       | 2020. november 22.     |
| 6.  | Welcome to Latnok            | 2009. február 16. | Isten hozott a lányoknál!    | 2020. november 22.     |
| 7.  | Chemistry 101                | 2009. február 23. | Alapfokú kémia               | 2020. november 29.     |
| 8.  | Tell-Tale Heart              | 2009. március 2.  | Az áruló szív                | 2020. november 29.     |
| 9.  | Guess Who's Coming to Dinner | 2009. március 9.  | Találd ki, ki jön vacsorára! | 2020. december 6.      |
| 10. | Bringing Down the House      | 2009. március 16. | Lerombolni a házat           | 2020. december 6.      |

## Érdekességek
- Declan vezetékneve McDonough, amely csak a hatodik epizódban derül ki, abban a jelenetben, amikor Stephen Trager és Declan találkoznak. A sorozat hivatalos honlapján először még a McManus név szerepelt, csak később keresztelték át a szereplő azonosítóját. A Declan McManus név azonban egy népszerű zenész, Elvis Costello valódi neve, így nem szerepelhetett a produkcióban.
- A MadCorpnak helyet adó épület nem más, mint a 4400 című sorozatban a 4400 Központ.
- A Beachwood High Schoolba járnak a tanulók, köztük Kyle is, ez a valóságban Templeton Secondary School néven található meg a térképeken, Vancouverben.
- A történet alappillére már 1961-ben megfogalmazódott, egy bizonyos Charles Eric Maine regényének segítségével, a mű címe pedig: The Mind of Mr. Soames. A könyvben egy olyan férfi szerepel, aki 30 évig volt kómában.
- Lori szakításuk után írt egy dalt Declannek, mely a második évad 6. epizódjának végén hangzik el.

Dalszöveg
1. Én vesztettem,

ám senki se győzött.

De az, hogy egyedül maradtam,

reményt ad.

2. A magokat, miket elvetettem,

én saját magam,

reményt adnak arra,

hogy fogok még lángolni.
- Refrén:

És arra, hogy emlékszem rád,

te is emlékszel rám. (2-szer)

3. Majd belepusztultam, amikor elmentél,

teljesen szétestem,

ám a veszteség reményt adott.

4. Most már látom,

hogy mire szán a soros,

most, hogy magam vagyok,

újra lángolhatok.
- Refrén:

Ha emlékszem rád,

te is emlékezz rám. (2-szer)

5. És a halk hangod,

új félelmekkel tölt el,

újra könnyekre fakaszt.
- Refrén:

Ha emlékszem rád,

te is emlékezz rám. (3-szor)

## CD és dalok a sorozatból
A sorozat filmzenéje 2007. május 22-én jelent meg. Ugyanezen a napon jelent meg az első évad 10 része DVD-n az USA-ban.
Számlista
1. "Hide Another Mistake" – The 88
2. "Nevermind the Phonecalls" – Earlimart
3. "Surround" – In-Flight Safety
4. "I'll Write the Song, You Sing For Me" – Irving
5. "Wonderful Day" – O.A.R.
6. "Bug Bear" – Climber
7. "Honestly" – Cary Brothers
8. "So Many Ways" – Mates of State
9. "Middle Of the Night" – Sherwood
10. "Alibis" – Marianas Trench
11. "It’s Only Life" – Kate Voegele
12. "3 A.M." – Sean Hayes
13. "Born On the Cusp" – American Analog Set
14. "Will You Remember Me (Lori dala)" – April Matson
15. "Alley Cat (Demo)" – Sherwood (iTunes Bonus Track)

A sorozat fő zenei témavezetője Chris Mollere. Michael Suby írta a főcímzenét, és a legtöbb dalt, amely elhangzik a sorozatban.
Dalok a sorozatból
| 1. évad |  |
| --- |  |
| 1. "Hide Another Mistake" – The 88 2. "So Many Ways" – Mates of State 3. "Honestly" – Cary Brothers 4. "Bug Bear" – Climber 5. "Wonderful Day" – O.A.R. 6. "I'll Write the Song, You Sing For Me" – Irving 7. "Surround" – In-Flight Safety 8. "Nevermind the Phonecalls" – Earlimart 9. "Welcome to the Family" – Michael Suby (Főcímdal) |  |

| 2. évad |  |
| --- |  |
| 1. "Will You Remember Me (Lori dala)" – April Matson 2. "Born on the Cusp" – American Analog Set 3. "3 A.M." – Sean Hayes 4. "It's Only Life" – Kate Voegele 5. "Alibi" – Mariana's Trench 6. "Middle of the Night" – Sherwood 7. "She Could Be You" – Shawn Hlookoff 1. "Welcome To The Family" – Michael Suby (S02E02) 2. "Set The Story Straight" – Tom McRae (S02E03) 3. "Living In Twilight" – The Weepies (S02E04) 4. "Closer" – Travis (S02E05) 5. "Dayvan Cowboy" – Boards of Canada (S02E06) 6. "Baby Boomer" – Coburn (S02E07) 7. "Ride" – Cary Brothers (S02E08) 8. "The Funeral" – Band of Horses (S02E09) 9. "Along the Wall" – Leigh Nash (S02E11) 10. "Frozen" – The Good Luck Joes (S02E12) 11. "Save You" – Matthew Perryman Jones (S02E13) 12. "Time goes by" – Air Traffic (S02E14) 13. "Remind Me To Miss You" – Headway (S02E16) 14. "Let it go" – Graham Colton (S02E21) 15. "Best Days" – Graham Colton (S02E23) |  |

| 3. évad |  |
| --- |  |
| 3×01 It Happened One Night 1. "Burn the Good Ones Down" – Red Letter Agent 2. "Hide Your Love Away" – Red Letter Agent 3. "Lighting Candles" – The Weepies 4. "Queensploitation" – Devin Lima 5. "Sunshine and Cinammon" – Kid Lightning 6. "Radio Christiane" – The Virgins 7. "Thinking It Over" – Freddy Litwiniuk 8. "Rich Girls" – The Virgins 9. "Home" – Thirteen Senses 3×02 Psychic Friend 1. "Story" – Willoughby 2. "Anne" – Santogold 3. "Birds Collide" – Trances Arc 4. "Show Me What I'm Looking For" – Carolina Liar 5. "Killin' Me" – Faber Drive 6. "Summer Fades To Fall" – Faber Drive 7. "Fresh Pair Of Eyes" – Brooke Waggoner 8. "Out of the Windows" – Matthew Perryman Jones 3×03 Electric Kiss 1. "Fine is Fine" – Peasant 2. "I Should Be Lost Without You" – David Condos 3. "Keep It a Secret" – Malbec 4. "Those Days" – Peasant 3×05 Life Support 1. "Anywhere But Here" – Safetysuit 2. "A Bad Dream" – Keane 3×08 Tell Tale Heart 1. "Let's Not Pretend" – 16 Frames 2. "Sweet And Low" – Agustana |  |

## DVD megjelenés
| Évad | Epizódok száma | Extrák | Régiókód | Megjelenés dátuma  |
| ---- | -------------- | --- | -------- | ------------------ |
| 1    | 10             | Alternatív pilot rész, Bővített évadzáró rész, Kommentár a Pilothoz, és a Mélyvíz című epizódhoz          | 1        | 2007. május 22.    |
| 1    | 10             | Alternatív pilot rész, Bővített évadzáró rész, Kommentár a Pilothoz, és a Mélyvíz című epizódhoz          | 2        | 2008. augusztus 4. |
| 2    | 23             | Alternatív befejezés az Árulás című epizódhoz, 27 törölt jelenet, Interjú a szereplőkkel és az alkotókkal | 1        | 2008. december 30. |
| 2    | 23             | Alternatív befejezés az Árulás című epizódhoz, 27 törölt jelenet, Interjú a szereplőkkel és az alkotókkal | 2        |                    |

## Játék
Általában a népszerű sorozatokból játékot készítenek, a Kyle, a rejtélyes idegen esetében egy internetes játék készült, melyben a játékos feladata az volt, hogy segítsen Kyle-nak megoldani a rejtélyt, hogy ki is ő valójában. A játék az ABC Family által létrehozott Mada Corporation honlapon volt elérhető, melyet a második évad kezdésekor töröltek.

## Vetítések
- Anglia (BBC 2, LIVING, Trouble) – 2007. február 20.
- Bulgária és Szerbia (Fox Crime) – 2007. április 12.
- Dél-Afrika (GO) – 2007. április 3.
- Finnország (Nelonen) – 2007. szeptember 2.
- Franciaország (M6, W9) – 2007. szeptember 11.
- Fülöp-szigetek (Studio 23, STAR World) – 2007. augusztus 8.
- India (Star World) – 2007. szeptember 15.
- Írország (RTÉ 2, Channel 6) – 2007. november 4.
- Izrael (HOT 3, yes stars 3) – 2007. augusztus 7.
- Kanada (A-Channel, SPACE) – 2007. szeptember 18.
- Lengyelország (TVP 1) – 2008. január 6.
- Magyarország (TV2) – 2007. november 18.
- Malajzia (TV3, STAR World) – 2007. február 1.
- Németország (Pro7) – 2007. december 8.
- Olaszország (Fox Italia, Italia 1) – 2007. július 16., 2008.
- Oroszország (AXN Sci-fi) – 2007. december 25.
- Portugália (MOV) – 2007. december 5.
- Spanyolország (Cuatro) – 2007. március 14., 2007. szeptember 19.
- Svédország (Kanal 5) – 2007. április 19.
- Szingapúr (Channel 5) – 2007. augusztus 19.
- Trinidad és Tobago (CTV) – 2007. szeptember 6.
- Új-Zéland (TV2) – 2007. július 22.
- USA (ABC Family) – 2006. június 23.

## Fordítás
- Ez a szócikk részben vagy egészben a Kyle XY című angol Wikipédia-szócikk fordításán alapul.  Az eredeti cikk szerkesztőit annak laptörténete sorolja fel. Ez a jelzés csupán a megfogalmazás eredetét és a szerzői jogokat jelzi, nem szolgál a cikkben szereplő információk forrásmegjelöléseként.